# Özgen
Özgen ist ein türkischer männlicher und (überwiegend) weiblicher Vorname sowie Familienname.

## Namensträger

### Männlicher Vorname
- Özgen Ergin (* 1947), türkisch-deutscher Schriftsteller

### Familienname
- Abdulkadir Özgen (* 1986), türkischer Fußballspieler
- Pemra Özgen (* 1986), türkische Tennisspielerin
- Tolga Özgen (* 1980), türkischer Fußballspieler